# Zubeida Vallie
Zubeida Vallie, née en 1963 au Cap en Afrique du Sud, est une militante anti-apartheid, une photographe et une enseignante sud-africaine. Elle est aussi une des fondatrices de l’association de photographes Afrapix.

## Biographie

### Origines
Zubeida Vallie est née en 1963 à Newlands en banlieue du Cap, d'où elle et sa famille ont été expulsées de force en vertu de la loi sur les zones réservées (ce quartier situé à l'ombre de la Montagne de la Table dans la banlieue sud de la métropole est devenu un des quartiers chics du Cap).
Ses deux grands-pères sont nés en Inde, sont de religion musulmane et ont épousé, chacun, une femme noire sud-africaine.

### Découverte de la photographie
Elle découvre la photographie par des membres de sa famille qui, photographes amateur, lui offre, adolescente, son premier appareil, un Kodak Instamatic comprenant une ampoule flash au tungstène. Elle participe à un club photo puis, à la fin de sa scolarité secondaire, approfondit ses connaissances à la Ruth Prowse School of Art de Woodstock, puis au Cape Peninsula University of Technology (CPUT).

### Militante anti-apartheid et fondatrice de l'Afrapix
Elle commence à militer contre l’apartheid, et assiste en 1983 à la fondation du Front démocratique uni ( United Democratic Front, UDF) au Rocklands community hall, dans le township de Mitchell's Plain, l’un des principaux township, à l’époque de la métropole du Cap.
Elle participe également à la fondation de l’Afrapix, une agence de photographes constituée avec quelques amis au sein de la résistance anti-apartheid, pour documenter, par la photo, la contestation de cet apartheid et la violence de la répression étatique, et fournir ces images, qui échappent à la censure, aux ONG,,. Elle est probablement la seule femme de couleur parmi ce groupe de photographe,.

### Photographe professionnelle et enseignante
Entre 1985 et 1989, elle travaille aussi comme free-lance pour des agences de presse internationales, Reuters, The Associated Press et l'Agence France-Presse, ainsi que pour des publications de divers pays.
Depuis 1990, elle donne des cours de photographie et de journalisme à la Cape Peninsula University of Technology (CPUT).